# Villalba (Villalba)
Villalba es un barrio-pueblo ubicado en el municipio de Villalba en el Estado Libre Asociado de Puerto Rico. En el Censo de 2010 tenía una población de 729 habitantes y una densidad poblacional de 1.927,87 personas por km².

## Geografía
Villalba se encuentra ubicado en las coordenadas 18°7′43″N 66°29′33″O / 18.12861, -66.49250. Según la Oficina del Censo de los Estados Unidos, Villalba tiene una superficie total de 0.38 km², que corresponden a tierra firme.

## Demografía
Según el censo de 2010, había 729 personas residiendo en Villalba. La densidad de población era de 1.927,87 hab./km². De los 729 habitantes, Villalba estaba compuesto por el 88.48% blancos, el 8.09% eran afroamericanos, el 0.27% eran amerindios, el 0.96% eran de otras razas y el 2.19% pertenecían a dos o más razas. Del total de la población el 99.73% eran hispanos o latinos de cualquier raza.